# Andreas E. Furtwängler
Andreas Ernst Gottfried Furtwängler (* 11. November 1944 in Zürich) ist ein deutscher Klassischer Archäologe und Numismatiker.

## Leben
Andreas E. Furtwängler ist der Sohn des Dirigenten Wilhelm Furtwängler und von Elisabeth Furtwängler sowie ein Enkel des Archäologen Adolf Furtwängler.
Von 1964 bis 1972 studierte er Klassische Archäologie an den Universitäten Heidelberg, Bern, Paris und Ankara. In Heidelberg wurde er 1973 mit einer von Herbert A. Cahn betreuten Arbeit zur griechischen Numismatik promoviert. Für das Jahr 1974/75 erhielt er das Reisestipendium des Deutschen Archäologischen Instituts. Von 1976 bis 1981 war er wissenschaftlicher Referent an der Abteilung Athen des Deutschen Archäologischen Instituts und in dieser Funktion Teilnehmer an den Ausgrabungen in Samos. Im Anschluss war er bis 1994 Assistent am Archäologischen Institut der Universität Saarbrücken, an der er 1991 habilitiert wurde. Im Jahr 1994 folgte er dem Ruf auf den Lehrstuhl für Klassische Archäologie an der Universität Halle, an der er bis zur Emeritierung im Jahr 2010 lehrte.
Von 1993 bis 2003 führte er Grabungen und Surveys in Kachetien (Ostgeorgien) durch. Die Ausgrabungen im Heiligtum von Didyma leitete er 2002 bis 2013. Furtwängler, der verheiratet und Vater von drei Kindern ist, ist korrespondierendes Mitglied des Deutschen Archäologischen Instituts.

## Schriften (Auswahl)
- Monnaies grecques en Gaule. Le trésor d’Auriol et le monnayage de Massalia 525/520 – 460 av. J.-C. (= Typos. 3, ZDB-ID 532200-5). Office du Livre, Fribourg 1978 (= Dissertation).
- mit Hermann J. Kienast: Der Nordbau im Heraion von Samos (= Samos. 3). Habelt, Bonn 1989, ISBN 3-7749-2377-9.
- mit Thanassis Kalpaxes, Alain Schnapp: Éνα ελληνιστικό σπίτι (σπίτι A) στη θέση Nησί (= Eλεύθερνα. 2, 2). Εκδόσεις Πανεπιστημίου Κρήτης, Rethymno 1994, ISBN 960-85468-3-4.
- mit Gerhard Zimmer, Gerwulf Schneider: Hellenistische Bronzegusswerkstätten in Demetrias. Lampenproduktion und -importe im hellenistischen Demetrias. Amphorenfunde in Demetrias (= Demetrias. 6). Ergon, Würzburg 2003, ISBN 3-89913-288-2.